# Apophis (Zvezdna vrata)
Apophis je izmišljen lik iz ameriške znanstvenofantastične franšize Zvezdna vrata. Je Rajev brat in se pojavi v 1. sezoni serije Zvezdna vrata SG-1, ko se je okrepil po Rajevi smrti. Igra ga je Peter Williams. Njegov simbol je kača in tudi njegovi stražarji nosijo čelade v obliki kačje glave. 
V pilotni epizodi serije je Apophis ugrabil Sha're, ter jo vzel za ženo, in njenega brata Skaaro, ki je tako postal njegov sin Klorel. Med poskusom reševanja obeh je ujel tudi celotno ekipo SG-1, ki ji je poveljeval Jack O'Neill. V ječi pa so na svojo stran pridobili Apophisovega prvega stražarja Teal'ca in skupaj organizirali pobeg.
Apophis je po tem dogodku uvidel, da z ljudmi ne gre zlahka, čeprav je zemeljska tehnologija slabša od njegove. Ekipa SG-1 mu je kasneje uničila dve vesoljski ladji, ki sta bili namenjeni uničit Zemljo in ga tako začasno precej ohromila. Apophisa je po tem porazu ujel takrat najmočnejši sistemski lord Sokar in ga mučil, vendar je preživel in kasneje ubil Sokarja ter prevzel njegovo vojsko. Obenem je ujel tudi Teal'ca, mu opral možgane in ga spet postavil za prvega stražarja.
Na ta način se je kmalu spet okrepil in ponovno postal nevaren nasprotnik tudi ostalim sistemskim lordom. Osvojil je nekaj planetov, začel  uničevati nasprotnike in do njegove popolne prevlade v galaksiji ni bilo več daleč. Ekipa SG-1 je pred njegovo popolno prevlado s pomočjo umetne supernove uničila glavnino njegovih sil, njegovo ladjo pa so napadli replikatorji in uničili preostalo vojsko. Čeprav se je Apophis pred tem z zvijačo vkrcal na ladjo, ki jo je ekipa SG-1 zaplenila Kronosu, so Replikatorji napadli tudi to ladjo. Ekipi SG-1 je uspelo pobegniti in sabotirati ladjo, ladja pa je nato stmoglavila na Sokarjev planet in Apophis je ob tem izgubil življenje.